# Albin Lincke

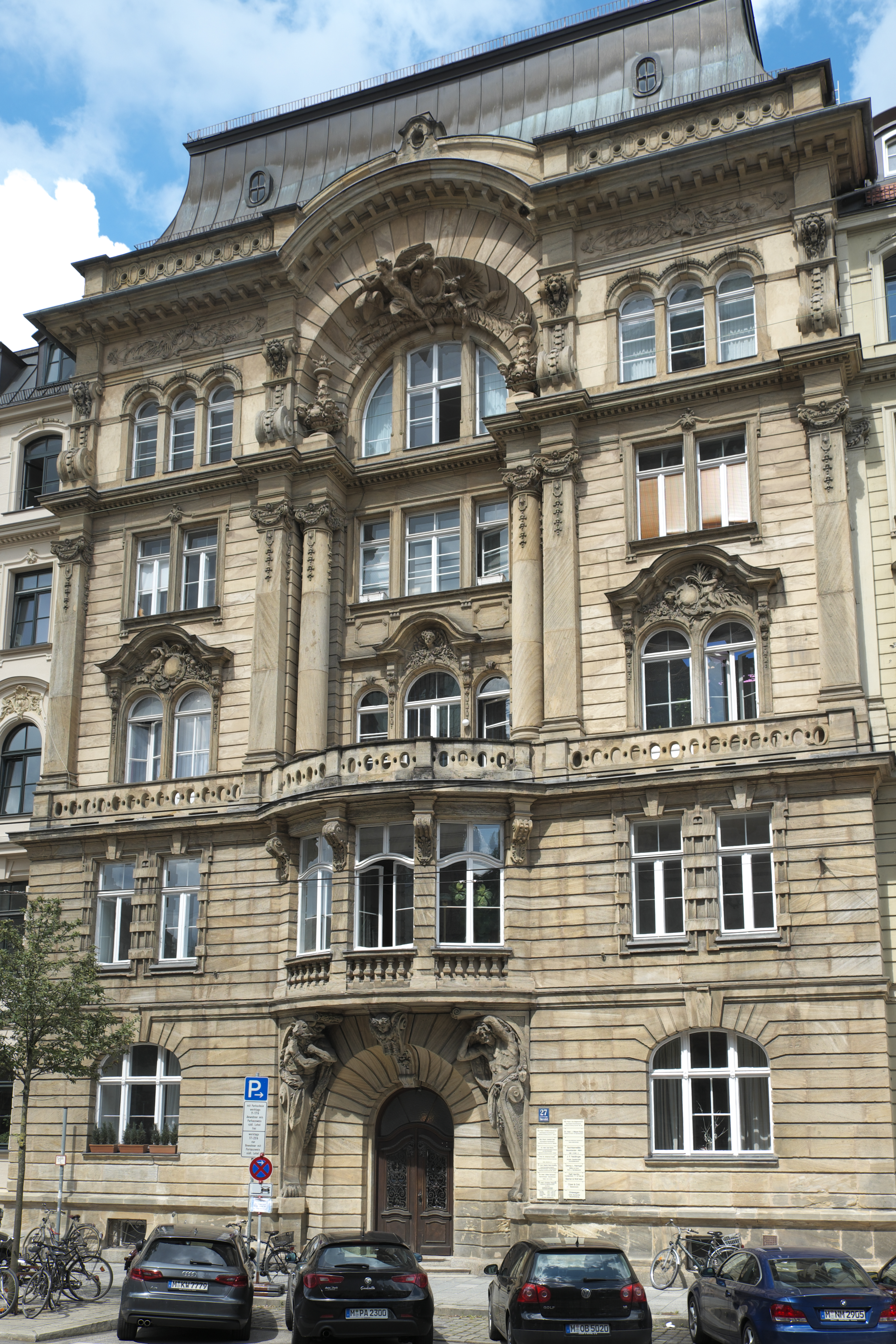
Haus Thierschstraße 27 in München

Albin Lincke (* 1858; † 4. Juni 1910 in München) war ein deutscher Architekt in München.
Lincke hatte zusammen mit Max Littmann in München ein Architekturbüro. Lincke und Littmann waren Studienkollegen. Es gibt Wohnbauten nach seinen Entwürfen in München, aber auch solche, die er zusammen mit Max Littmann bzw. Carl Vent errichtete. Er ist kunsthistorisch dem Historismus, insbesondere dem Jugendstil zuzurechnen.

## Werke (Auswahl)
- Thierschstraße 27 (München), 1889 zusammen mit Max Littmann
- Mariannenplatz 4 (München), 1893/94
- Gemeindehaus der Himmelfahrtskirche (München-Sendling) in der Oberländerstraße 36, 1896 zusammen mit Carl Vent
- Mietshaus Beethovenplatz 4 (München), 1896 zusammen mit Carl Vent
- Miethaus in der Steinsdorfstraße 10 (München), 1893 zusammen mit Carl Vent
- Mietshaus in der Wittelsbacherstraße 20 (München), 1895 zusammen mit Carl Vent
- Festhalle für die Augustinerbrauerei (München), 1903[4]